# Uloborus walckenaerius
Uloborus walckenaerius là một loài nhện trong họ Uloboridae. Con cái dài 6 mm, con đực dài 4 mm. Nó có prosoma màu nâu đậm phủ đầy lông, để lại các dải đậm không bao phủ. Loài nhện này sinh sống ở trong địa hình mở, ấm áp như rừng thạch nam, và dệt tổ tơ nằm ngan gần mặt đất.
Loài nhện này được đặt tên theo Charles Athanase Walckenaer.

## Hình ảnh

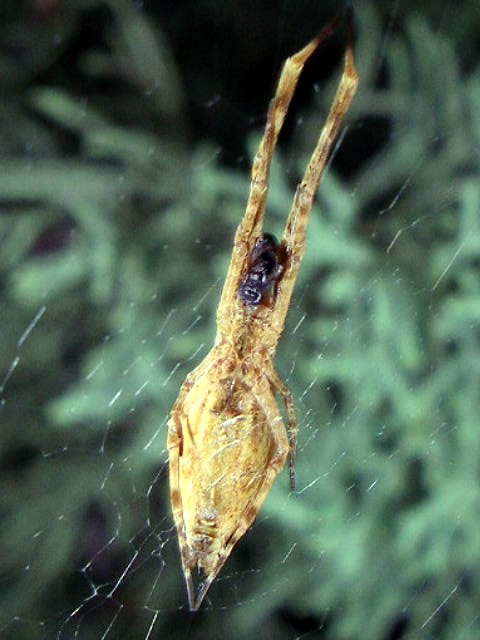
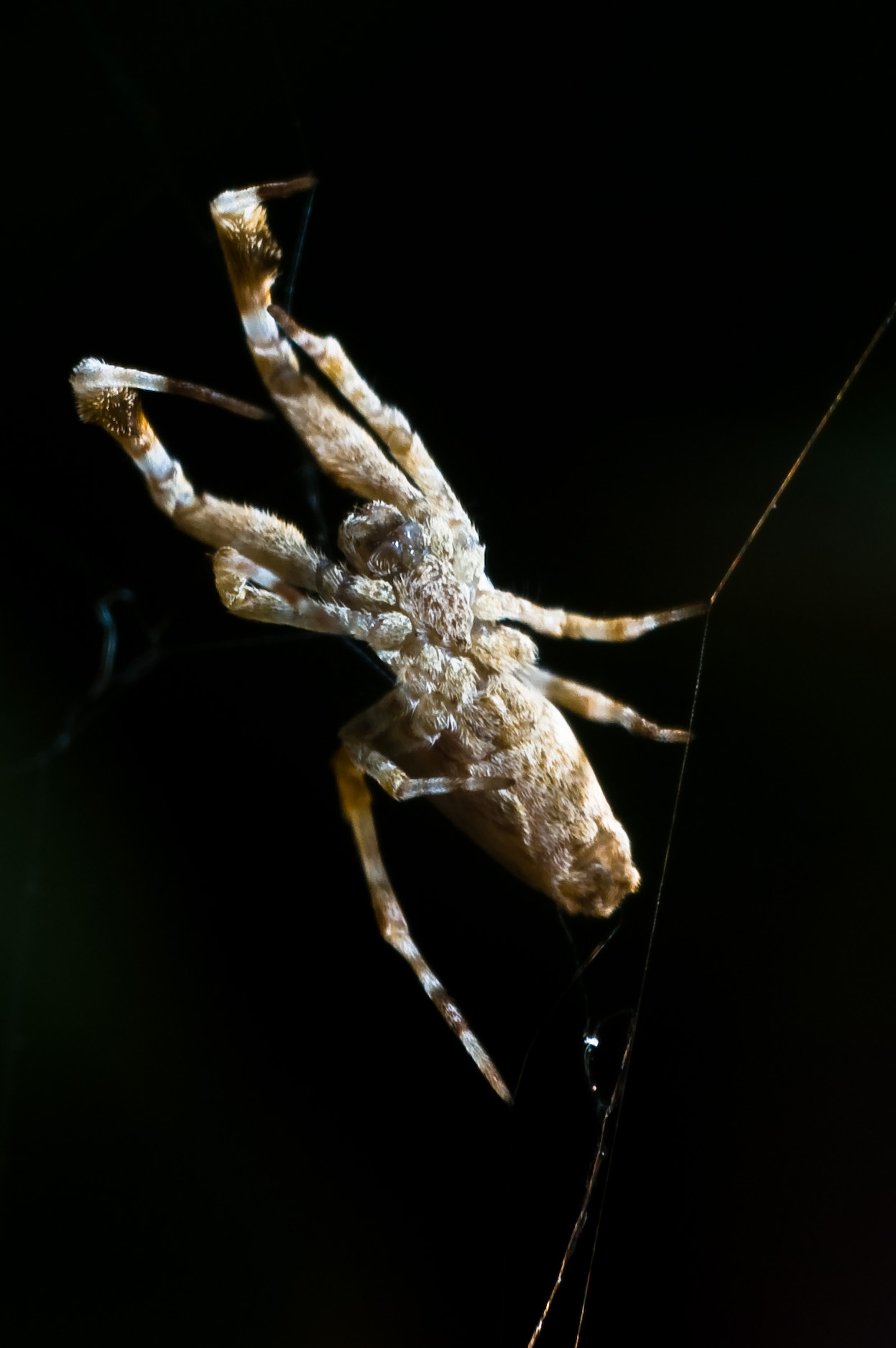
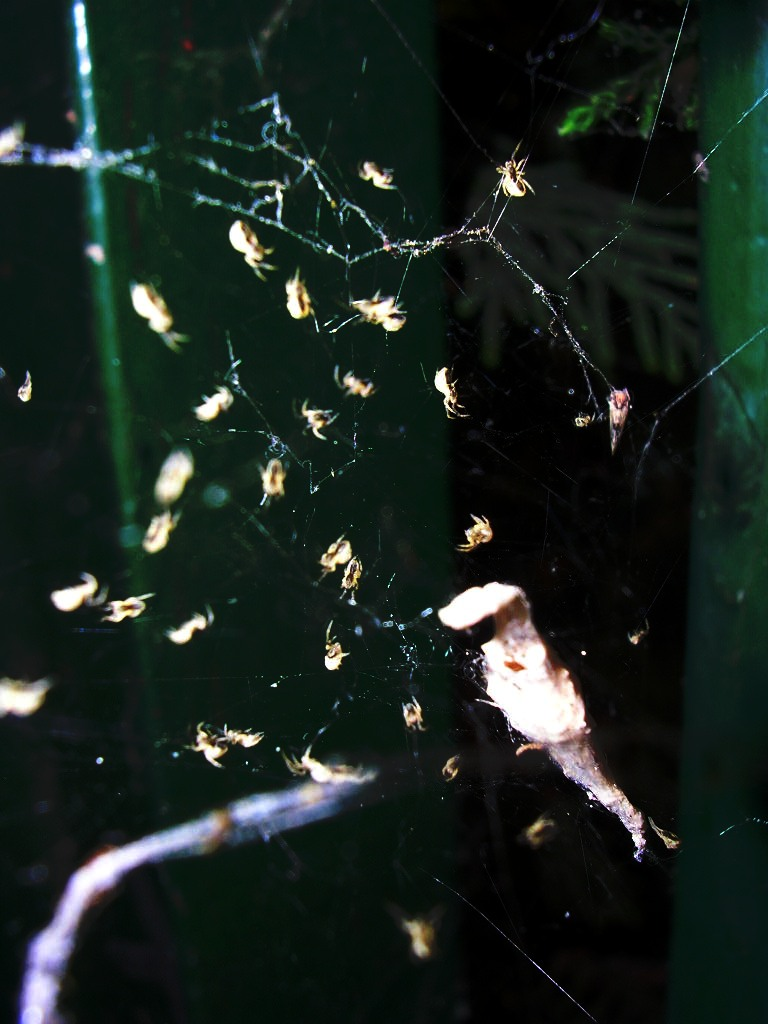